# Jaša Tomić
Jaša Tomić (cyr. Јаша Томић) – miasteczko w Serbii, w Wojwodinie, w okręgu środkowobanackim, w gminie Sečanj. W 2011 roku liczyło 2373 mieszkańców.